# Théorie U
La Théorie U est une méthode de leadership et de conduite de l'intelligence collective orientée vers la découverte et la mise en œuvre de solutions innovantes. Pour son promoteur Otto Scharmer, il s'agit de chercher à développer et mettre en œuvre des innovations de rupture en adéquation avec le besoin d'un futur radicalement différent du passé (qui a engendré les crises sociales et environnementales) sur la base d'un travail intégrant l'introspection individuelle et collective.
Otto Scharmer a créé le Presencing Institute  au M.I.T. en vue de développer et diffuser la théorie U. L'auteur pose pour principe que dans ce contexte, la qualité du management dépend non des compétences du manager mais de ses états internes et de son rapport à ces états internes.
Elle est enseignée par l'universitaire et son équipe au moyen de cours en ligne suivis par des milliers de personnes dans de multiples pays.

## Historique
Friedrich (Fritz) Glasl, un spécialiste de la théorie des conflits, a publié les premiers travaux sur la théorie U avec Dirk Lemson en 1968 dans le cadre de l'Institut Pédagogique des Pays-Bas (NPI). Les deux auteurs la présentent de façon systémique à partir de 1980. Elle est alors utilisée dans le développement de l'organisation et dans le développement social. En lien avec l'intérêt particulier du Dr Glasl pour la problématique des conflits, la méthode a aussi été explicitement développée pour gérer la conscience et les procédures associées aux dynamiques relationnelles et la résolution des conflits.
Otto Scharmer prend connaissance de ces travaux lors de sa formation à la  Witten/Herdecke University.
Il devient par la suite enseignant au Massachusetts Institute of Technology où il rencontre Peter Senge auteur de la cinquième discipline. Il produit en 2007 un livre consacré au sujet de la thèorie U. Scharmer intitule son laboratoire "Presencing Institue" et le dédie à la diffusion du modèle.
Depuis, plusieurs MOOC sont consacrés au sujet, rassemblant des communautés d'apprenants partout dans le monde. D'après le site de la conférence européenne de santé publique, il a pu toucher par l'intermédiaire des MOOC plus de 140 000 personnes dans 185 pays.

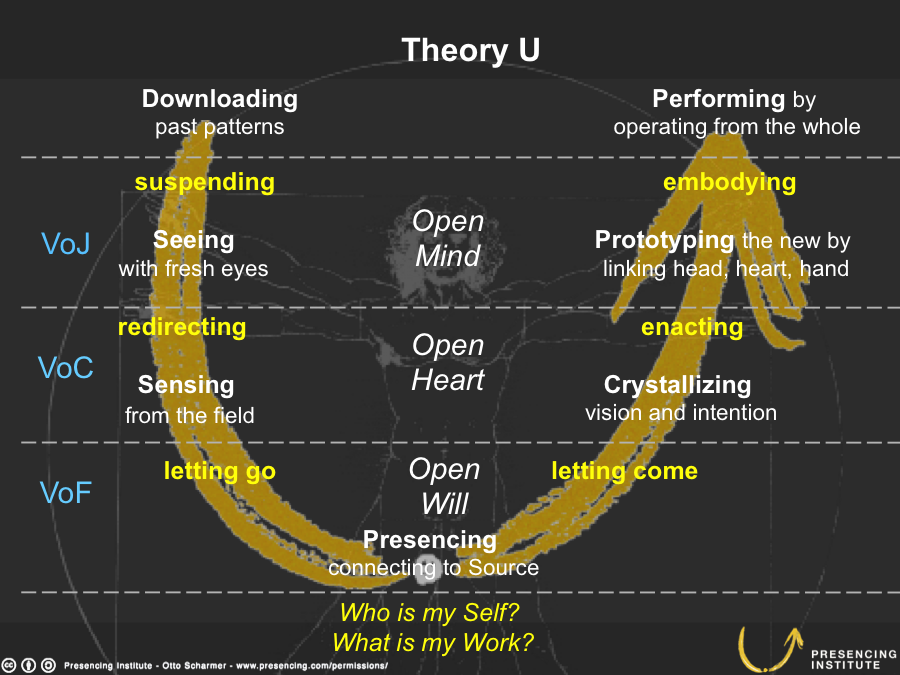
Le Processus U de Co-sentir et co-créer — Presencing

## Principes généraux - le presencing
La théorie U s'adresse essentiellement à des groupes restreints, dont Otto Scharmer considère qu'ils sont la pierre angulaire du changement de paradigme que la réalité du monde moderne rend à la fois indispensable et inévitable. « “What I see rising is a new form of presence and power that starts to grow spontaneously from and through small groups and networks of people” »
Scharmer propose de concevoir la théorie U comme un cheminement qui suit effectivement une forme de U. Il utilise le mot presencing pour le décrire.
Le mot presencing correspond au bas de la courbe en U. Ce mot-valise renvoie à présence (être là dans l'instant présent) et sensing ("sentir" les choses). Inspiré par la pleine conscience bouddhiste, Scharmer considère important d'être présent à soi et au réel pour produire des solutions qui soient orientées vers le futur et le global et non vers des intérêts particuliers et le passé.
« Il s'agit d'abord "de descendre" d'un côté du U (nous connectant au monde en dehors de notre bulle culturelle), pour ensuite arriver au bas du U (nous connectant au monde qui émerge de notre intériorité) et enfin remonter de l'autre côté du U (faisant naître le nouveau dans le monde) »
Au cours de ce cheminement, au bas du U, Scharmer considère que se trouve une "porte intérieure" qui nous amène  à abandonner tout ce qui n'est pas essentiel. Ce processus de lâcher prise (de notre ego et de notre moi égocentré) puis de laisser venir (le futur qui veut naître et qui cherche à s'exprimer à travers nous: notre Soi transcendant) établit ce que Scharmer conceptualise comme une connexion subtile à une Source Profonde de connaissance. L'essence de la présélection est que ces deux éléments - notre soi Actuel, Transcendant et Relié et le soi lié au Futur qui veut émergence - se rencontrent au bas du U et commencent à s'écouter et à "entrer en résonance l'un avec l'autre".
Une fois qu'un groupe franchit ce seuil, rien ne reste le même. Les membres individuels et le groupe dans son ensemble commencent à fonctionner avec un niveau d'énergie accru et une conviction liée à la reconnaissance de cette possibilité future. Souvent, ils commencent alors à fonctionner comme un véhicule animé par une forte intentionnalité issue selon Scharmer de la part du futur émergent qui s'exprime en leur groupe.

### Objectifs
La démarche affiche les objectifs suivants :
- Développer un état d'attention profonde ;
- Prendre conscience des schémas habituels de pensée ;
- Abandonner ses habitudes en faisant preuve d'ouverture d'esprit et surmonter trois obstacles : le jugement, le cynisme et la peur ;
- Créer collectivement une nouvelle vision au sein d'un groupe de personnes engagées ;
- Faire preuve d'authenticité, individuellement et collectivement ;
- Développer la qualité de connexion entre les membres du groupe.

### Mettre en place et tenir un espace d'écoute
Ce processus de cheminement commence paradoxalement par un temps d'arrêt. Une suspension. Une grande interruption. Il s'agit d'ouvrir l'espace de l'écoute (holding the space of listening).  « The foundational capacity of the U is listening.
Listening to others. Listening to oneself. And listening to what emerges from the collective. Effective listening requires the creation of open space in which others can contribute to the whole. » 

### Observer
Il s'agit ensuite d’accueillir ce qui est là en suspendant les jugements qui nous viennent de nos conditionnements  sociaux et culturels.
« The capacity to suspend the “voice of judgment” is key to moving from projection to focused and peripheral observation. »

### Sentir
Ce n'est pas un raisonnement conscient qui va amener le changement, mais une attitude décrite comme "open Mind, Open Heart, Open Will" (un esprit ouvert, un cœur ouvert, une volonté ouverte) qui va permettre de synthétiser ce qui a été accueilli du réel pour générer l'innovant.

## Applications et limites
En France, Décathlon s'est appuyé sur la théorie U pour construire sa vision et la promouvoir.
Certains auteurs français y voient un moyen de promouvoir le bien-être au travail. 
Mahy et Bunda-Litic considèrent que l'outil a une efficacité pratique indéniable, mais que « son fondement théorique est un pastiche d'œuvres qui ont été construites sur de profondes expériences individuelles de transformation et non directement transférables à un contexte organisationnel ».